# Prelatura territorial de Pompeia
La Prelatura territorial de Pompeia (italià: prelatura territoriale di Pompei; llatí: Praelatura Territorialis Pompeiana seu Beatissimae Virginis Mariae a SS.mo Rosario) és una seu de l'Església catòlica, sufragània de l'arquebisbat de Nàpols, que pertany a la regió eclesiàstica Campania. El 2013 tenia 25.200 batejats d'un total de 26.140 habitants. Des del 2012 està regida a títol personal per l'arquebisbe de Pompeia, Tommaso Caputo.

## Territori
La prelatura comprèn part de la ciutat de Pompèia i té la catedral arquebisbal de la Pontificia Basílica-Santuari Major de la Benaurada Verge del Roser de Pompeia. El territori està dividit en cinc parròquies. La resta de parròquies de Pompèia formen part de l'arxidiòcesi de Sorrento-Castellammare di Stabia.

## Història
La història del santuari de la Mare de Déu del Roser de Pompeia està lligada a la del fundador, el beat Bartolo Longo i la seva muller, la comtessa de Fusco, amb qui va compartir una vida al servei dels més necessitats.
El santuari es va erigir amb les ofrenes dels fidels de tot el món. L'obra va començar el 8 de maig de 1876, amb la recol·lecció de l'oferta de «un cèntim al mes». El primer de seguir el treball va ser Antonio Cua, professor de la Universitat de Nàpols, que va dirigir la construcció de la part rústica. Giovanni Rispoli, més tard es va fer càrrec de la decoració i de la façana monumental inaugurada el 1901.
El santuari va ser elevat a la basílica major pontifícia pel papa Lleó XIII el 4 de maig de 1901.
El 20 de març de 1926 es va erigir la Prelatura territorial de la Benaurada Mare de Déu del Sant Roser mitjançant la butlla Beatissimae Virginis Mariae de Pius XI. El nom va ser canviat a l'actual el 8 de maig de 1951. El 8 de maig de 1935, amb el decret Praelatura nullius la Congregació Consistorial va definir els límits de la prelatura amb el territori separat de les diòcesis de Nola i de Castellammare di Stabia.
El papa Joan Pau II hi va peregrinar el 21 d'octubre de 1979 i el 7 d'octubre de 2003, i Benet XVI va seguir el 19 d'octubre de 2008.
El santuari ara no només és destí de peregrinacions religioses, sinó que també atrau molts turistes fascinats per la majestuositat de l'edifici. De fet, cada any és visitat per més de quatre milions de persones. En particular, el 8 de maig i el primer diumenge d'octubre, desenes de milers de pelegrins van a la ciutat de Pompeia, a assistir a la pregària a la Mare de Déu de Pompeia que es transmet en directe per ràdio i televisió a tot el món.

## Cronologia dels arquebisbes-prelats
- Carlo Cremonesi † (21 de març de 1926 - 27 de setembre de 1927 renuncià)
- Antonio Anastasio Rossi † (19 de desembre de 1927 - 29 de març de 1948 mort)
- Roberto Ronca † (21 de juny de 1948 - 20 de desembre de 1955 renuncià)
  - Giovanni Foschini † (20 de desembre de 1955 - 19 de juny de 1957) (administrador apostòlic)
- Aurelio Signora † (12 de març de 1957 - 31 de desembre de 1977 jubilat)
- Domenico Vacchiano † (30 de març de 1978 - 13 d'octubre de 1990 jubilat)
- Francesco Saverio Toppi † (13 d'octubre de 1990 - 17 de febrer de 2001 jubilat)
- Domenico Sorrentino (17 de febrer de 2001 - 2 d'agost de 2003 nomenat secretari de la Congregació pel Culte Diví i la Disciplina dels Sagraments)
- Carlo Liberati (5 de novembre de 2003 - 10 de novembre de 2012 jubilat)
- Tommaso Caputo, des del 10 de novembre de 2012

## Estadístiques
A final del 2013, la diòcesi tenia 25.200 batejats sobre una població de 26.140 persones, equivalent al 96,4% del total.
| any  | població | població | població | sacerdots | sacerdots       | sacerdots       | sacerdots             | diaques | religiosos | religiosos | parroquies |
| ---- | -------- | -------- | -------- | --------- | --------------- | --------------- | --------------------- | ------- | ---------- | ---------- | ---------- |
| any  | batejats | total    | %        | total     | clergat secular | clergat regular | batejats por sacerdot | diaques | homes      | dones      |            |
| 1950 | 10.500   | 10.600   | 99,1     | 20        | 8               | 12              | 525                   |         | 12         | 100        | 1          |
| 1969 | 15.530   | 16.000   | 97,1     | 53        | 41              | 12              | 293                   |         | 36         | 186        | 2          |
| 1980 | 18.921   | 18.950   | 99,8     | 58        | 46              | 12              | 326                   |         | 33         | 180        | 4          |
| 1990 | 20.120   | 20.300   | 99,1     | 47        | 39              | 8               | 428                   | 1       | 24         | 166        | 5          |
| 1999 | 21.300   | 21.800   | 97,7     | 54        | 42              | 12              | 394                   | 3       | 26         | 171        | 5          |
| 2000 | 21.500   | 22.000   | 97,7     | 50        | 38              | 12              | 430                   | 3       | 26         | 143        | 5          |
| 2001 | 21.750   | 22.050   | 98,6     | 52        | 42              | 10              | 418                   | 4       | 25         | 175        | 5          |
| 2002 | 21.750   | 22.050   | 98,6     | 52        | 42              | 10              | 418                   | 4       | 20         | 175        | 5          |
| 2003 | 21.750   | 22.050   | 98,6     | 51        | 41              | 10              | 426                   | 4       | 20         | 175        | 5          |
| 2004 | 24.550   | 25.916   | 94,7     | 50        | 40              | 10              | 491                   | 4       | 20         | 160        | 5          |
| 2013 | 25.200   | 26.140   | 96,4     | 47        | 42              | 5               | 536                   | 4       | 11         | 104        | 5          |